# Johann Jascha

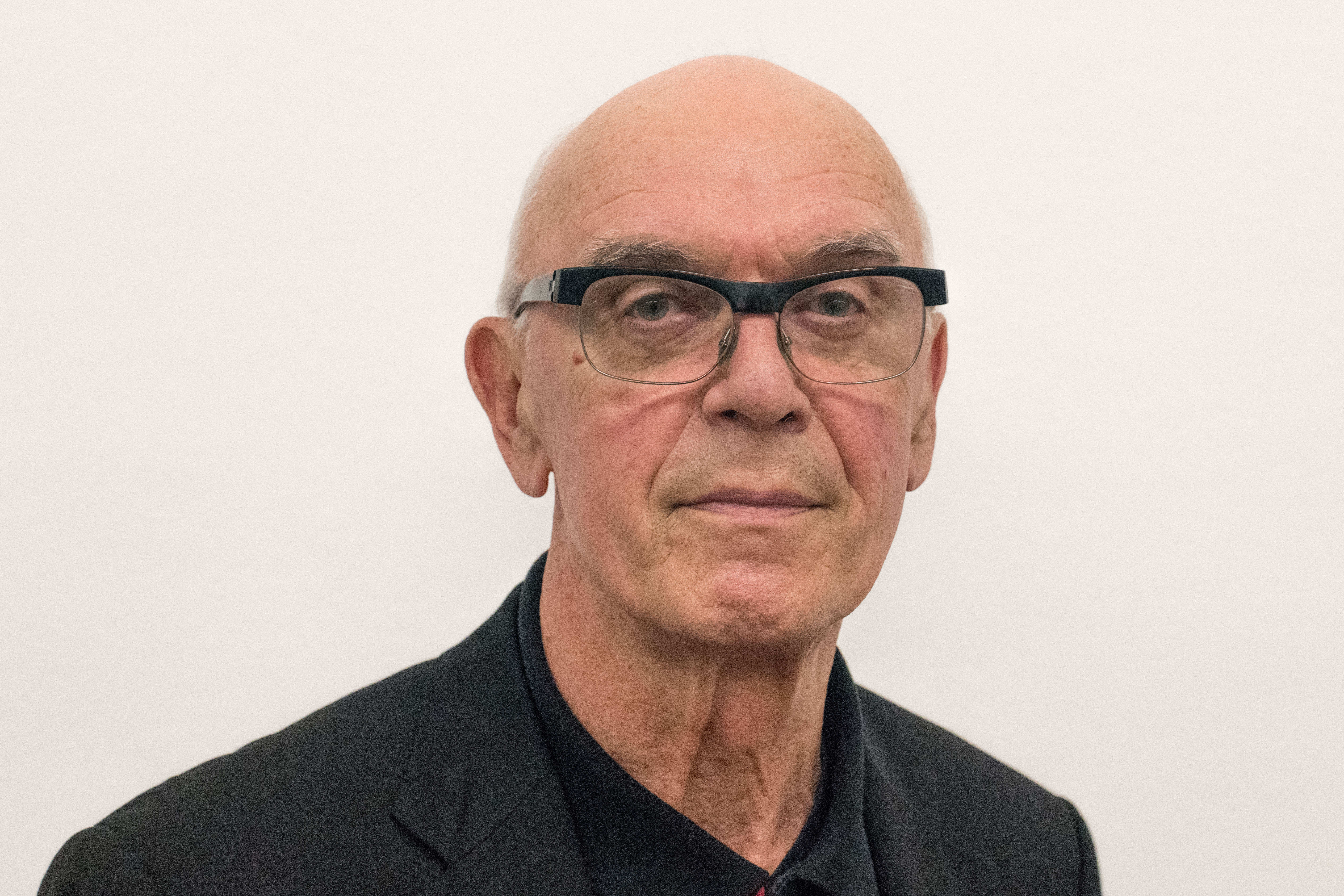
Johann Jascha (2018)

Johann Jascha (* 13. Februar 1942 in Mettmach, Oberösterreich) ist ein österreichischer Maler, Zeichner, Medailleur und Bildhauer.

## Ausbildung und Karriere
Jascha studierte von 1963 bis 1967 Malerei an der Akademie der Bildenden Künste Wien, wo er 1967 sein Diplom erhielt. 1975 folgte das Diplom für Medailleurkunst, Kleinplastik und Reliefkunst und 1976 das Diplom für Zeichnung.
Von 1970 bis 2007 wirkte Jascha an 441 Ausstellungen im In- und Ausland mit, davon 147 Einzelausstellungen. Seine Arbeitsaufenthalte führten ihn nach Südafrika, Haiti, Ceylon und Bali, in die Karibik und nach Thailand.
Der Künstler ist Mitglied bei der Wiener Secession, beim Oberösterreichischen und Salzburger Kunstverein, bei der Innviertler Künstlergilde und beim Verein zur Förderung zeitgenössischer Kunst, Galerie Club der Begegnung in Linz.
Seine Plastiken, Bilder und Grafiken befinden sich teilweise im öffentlichen Raum wie beispielsweise die Decke der Linzer Taubenmarkt-Arkade. Er erhielt auch Aufträge für Kunst am Bau. Der Künstler arbeitet und lebt in Wilhering.

## Auszeichnungen (Auswahl)
- 1976 Hauptpreis „OÖ Bauernkriege“ Zeichnung, Arbeitsstipendium BMUK
- 1975 Xerox Hauptpreis Wien (Zeichnung)
- 1977 Anton-Faistauer-Preis für Zeichnung, Salzburg
- 1984 Preis der Salzburger Wirtschaft
- 1986 Goldenes Ehrenzeichen der Republik Österreich für Wissenschaft und Kunst
- 1986 Ehrenkreuz für Wissenschaft und Kunst
- 2012 Kulturmedaille der Stadt Linz
- 2013 Kulturmedaille des Landes Oberösterreich[2]
- 2013 Kulturpreis des Landes Oberösterreich

## Werke (Auswahl)

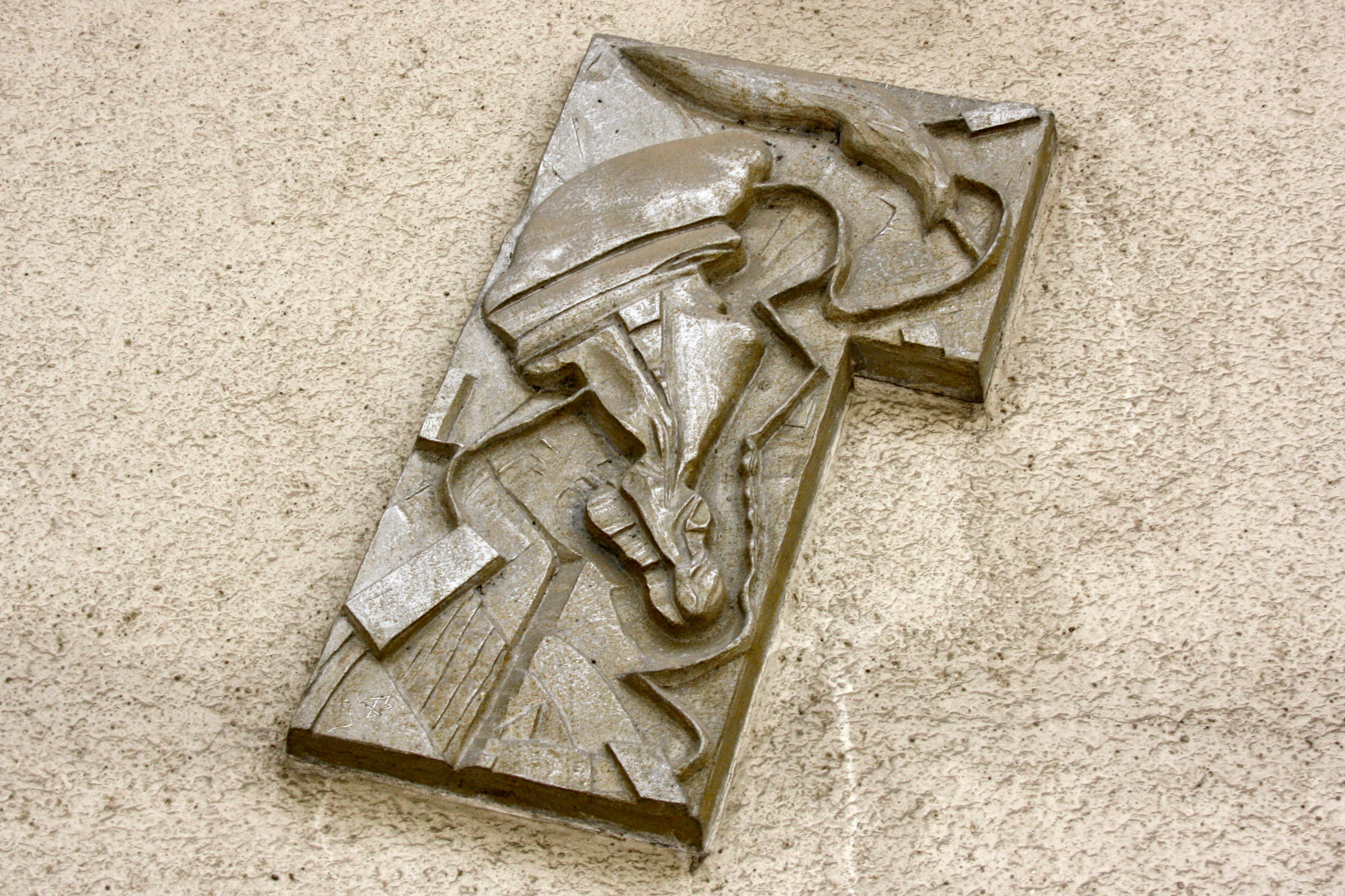
Relief am Max-Böhm-Hof in Wien

- 1969–2007 Veranstaltung von 17 Symposien
- 1971–2006 24 Realisationen von Kunst im öffentlichen Raum
- 1981 Gestaltung Eingangsbereich des Landeskrankenhauses Salzburg[3]
- 1986 Universität Salzburg und Finanzlandesdirektion Salzburg
- 1987 St. Pölten im 1. Jahr als Landeshauptstadt
- 1988 Reliefs am Wiener Max-Böhm-Hof
- 1991 "Unregelmäßiger Würfel", Schillerpark Linz[4]
- 1992 Gestaltung der Linzer Taubenmarktarkade
- 1995 Gestaltung im Linzer Pflegeheim Glimpfingerstraße
- 1998 2 Deckengestaltungen in der Leondinger PlusCity
- 1999 Doppelreliefwand, Wels
- 2000 Wandmalerei mit Reliefelementen, Ferngas Linz
- 2003 Neues Stadtzentrum Leonding
- 2005 Johann Jascha – Kunstattacken, Justizzentrum Leoben[5]

## Ausstellungen (Auswahl)
- 2009 KUNST FLOW Total – Linzer Positionen zeitgenössischer Kunst am Beginn des 21. Jahrhunderts[6]
- 2012 „TIEFBLICKEN“ galerie 20gerhaus Ried/Innkreis[7]
- 2012 „sette stagioni“ Geschichtliches Museum der Stadt St. Valentin
- 2014 „farbischln & aufkaisern“ in der Villa Seilern Galerie, Bad Ischl
- 2016 JOHANN JASCHA | ERIC KRESSNIG Strategische Komplemente III[8]
- 2017 Johann Jascha "ICH BIN MEHRERE" Geschichtliches Museum der Stadt St. Valentin

## Aktionen
- 1970–1974: 14 Aktionen, mimische Auftritte und Schreiaktionen, Environments, Fotokunst, Kunst im öffentlichen Raum, Objektkunst, Reliefkunst, Zeichnung, Malerei, Skulpturen und Installationen

## Lithographien (Auswahl)
- 1984 "Ach Salzwasser", Rupertinum Salzburg
- 1989 "Lambach", (OÖ Landesausstellung)
- 1989 "Neue Galerie Linz"
- 1996 "Ostarrichi"
- 1999 "Salzburg", Atelier Schloß Neuhaus

Quelle:

## Öffentliche Sammlungen
- KUNSTSAMMLUNG des Landes OÖ[10]
- Sammlung Angerlehner, Linienkunst aus der Sammlung Angerlehner. Handschriftliches – Figürliches[11]
- Sammlung Infeld, Burgenland[12]

## Publikationen
- Aktionistischer Katalog, 1970
- Zeichnungen 1971–75, 1975
- Jascha – Zeichnungen 1977–1978; Wien, Herta Ranner (1979)
- Jascha – Zeichnungen 1981–1984 Lithographien; Wien, Druckhaus Vorwärts (1984)
- Jascha – Zeichnungen 1981–1984 – Lithographien. Vorwort Otto Breicha. Linz/Wien Eigenverlag 1985
- Künstlersymposium Sigharting 1995. Zeichnung (Kataloge des Oberösterreichischen Landesmuseums)
- Jascha. Zeichnungen. Neue Arbeiten – Ein Gespräch mit Peter Assmann (Hrsg.: Galerie Thiele Linz.-Linz 1995)
- "Ostarrichi 1996" / 12 Lithographien von Jascha; Linz, Eigenverlag 1996
- "Zeitsprung" Zeichnungen 1971–1988. Johann Jascha (1989) Kataloge des Oberösterreichischen Landesmuseums ISBN 978-3-900746-12-4
- 1989; "Heiss und Kalt" Udine;
- Horn, Galerie im Thurnhof, 1999
- Johann Jascha, Werke 1987–2000 (2000)
- Bali – Tobago – Phuket / Werke 1989–2000; Johann Jascha Linz Eigenverlag, 2000
- Im Schloss 2002/2004. "Große Zeichnungen" in Sigharting, Kataloge des Oberösterreichischen Landesmuseums. 2002/2004
- Johann Jascha: Aktionsschrei. Das Frühwerk 1967 bis 1975.(2002) Mag. Martin Hochleitner; Bibliothek der Provinz ISBN 3-85252-241-2
- Linzer Torte. In: Kunst am Bau im Alten Rathaus. Architektur, Kunst und Design im Alten Rathaus. Linz 2001, S. 38 (linz.at [PDF]).
- Jascha, Werke 2000–2009, 2009
- Siebenschlaf : zehn Erzählungen / SIGNIERT von Johann Jascha und Stephan Denkendorf (2012)
- Manche Tage dauern Jahre. Gedichte. Farboffsetlithographien von Johann Jascha. oxohyph 2000-4. Silberbauer, Norbert und Johann Jascha. Edition Thurnhof (2000) ISBN 978-3-900678-47-0
"Veröffentlichte Kunst, Kunst im öffentlichen Raum" von Katharina Blaas-Pratscher, Springer-Verlag (2013) ISBN 3-662-41213-6, ISBN 978-3-662-41213-8

## Videos / Film
- 1971–1989 5 Filme zu Johann Jascha von W. Gaube, Museum des 20. Jahrhunderts
- Künstlerporträt „Johann Jascha Zeitsprung“ 1979/88
- Schöner Wohnen 1985
- ab 1989: 21 Kunstvideos mit Claus Bruno Schneider
- Das erste 6 / Johann Jascha 1990/1991; Video: Claus Bruno Schneider | von dorftv / am 2. November 2011[13]
- Videoportrait Kopfstücke von Andrij Puluj 2002
- Zeitsprung – [Kurzfilm-Sammlung] (2007) Johann Jascha „schöner wohnen im gemeindebau“ 1976, „Jaschasommer“ 1988[14]
- (Seite nicht mehr abrufbar. Suche in Webarchiven) Johann Jascha - Der lautstarke Aktionskünstler wurde ruhig. 2011
- Justizzentrum Leoben – Johann Jascha, BIGKunstund Bau veröffentlicht YouTube 2011
- Johann Jascha Kunstausstellung St. Valentin, townoffice veröffentlicht YouTube 2012
- Jascha – Hat Blues, Jascha – Performance and Voice, Heinz Leonhardsberger – Music C.B.Schneider – Video, 2016